# Морта (княгиня)
Морта (Марта), Марфа (лит. Morta; нар. 1210 — пом. 1263) — Велика княгиня Литовська, королева-консорт Литви. Друга дружина Литовського короля Міндовга.

## Життєпис
Язичницьке ім'я Морти невідоме. Єдина інформація про її походження знаходиться в коментарях до договору між Литвою й Галицько-Волинським князівством, укладеного 1219 року. У ньому говориться, що Міндовг убив багатьох членів роду Булевічув, включаючи князя Вісманта, чию дружину, Марту, литовський король забрав собі. Можливо, Морта народилася в Шяуляї.
Про її життя трохи написано в Лівонській римованій хроніці. В ній Морта представляється мудрою жінкою, яка консультувала свого чоловіка з політичних питань. За хронікою, Марфа підтримала навернення литовців у християнство, виступила проти Тройната і захищала християн, коли Міндовг знову повернувся в язичництво. Її підтримка християн зрозуміла через те, що її язичницьке ім'я невідоме, литовський вчений Римвідас Петраускас припустив, що Морта була хрещена раніше за Міндовга (він був охрещений в 1252 році).
Після смерті Морти Міндовг захотів одружитися з її сестрою, яка тоді була одружена з псковським князем Довмонтом.
Достовірно невідомо, скільки було всього синів у Морти. Два сини, Рукель та Герстук, згадуються в пакті 7 серпня 1261 року, за яким Міндовг передав всю литовську Селію Лівонському ордену. Згідно з Іпатіївським літописом, у 1263 році два сини Міндовга, Рукель та Рупейко, були вбиті разом з батьком під час змови литовських князів. Це єдина знайдена інформація про родину Морти, і тому історики сперечаються, чи були у неї всього два сини, чиї імена спотворилися середньовічними письменниками, чи все ж чотири.